# Municipio de Lerdo
El municipio de Lerdo es uno de los 39 municipios en que se encuentra dividido el estado mexicano de Durango, ubicado en la Comarca Lagunera, su cabecera es Ciudad Lerdo.

## Geografía
El municipio de Lerdo se encuentra ubicado en la zona noreste del estado de Durango y forma parte de la denominada Comarca Lagunera, conurbación de los municipios de Lerdo y Gómez Palacio del estado de Durango, y de Torreón del estado de Coahuila, se encuentra entre las coordenadas geográficas son 25° 10' - 25° 47' de latitud norte y 103° 20' - 103° 59' de longitud oeste, tiene una extensión territorial de 1 868.80 kilómetros cuadrados; limita al norte y noroeste con el municipio de Mapimí, al noreste con el municipio de Gómez Palacio, al sureste con el municipio de General Simón Bolívar, al sur con el municipio de Cuencamé y al oeste con el municipio de Nazas, al este limita con el estado de Coahuila, en particular con el municipio de Torreón y el municipio de Viesca. El municipio de Lerdo es parte integrante de la Zona metropolitana de La Laguna.

### Topografía
La parte occidental del municipio es montañosa y notable por su orografía, ya que cuenta con anticlinales, levantándose en esfera, clestería y sinclinales desarrollados en valles longitudinales de fondo plano, que en algunos lugares se estrechan formando cañones, acantilados, como el Cañón de Fernández, cuyo fondo sirve de cauce al Río Nazas, el Cañón de Huanchi y el del Borrego. Al norte se localiza la Sierra del Rosario. Las elevaciones más importantes del municipio son: Sierra del Rosario (2820 m s. n. m.), Sierra de Mapimí (2240 m s. n. m.), Sierra España (2140 m s. n. m.), Sierra el Sarnoso (2040 m s. n. m.), Sierra Patrón (1640 m s. n. m.), Sierra la Presa (1540 m s. n. m.) y Sierra los Lobos (1320 ).
Las principales cadenas montañas son: La Gran Sierra de Rosario que alza sus cumbres hasta los 2,500 metros de altura sobre el mar y forma el lindero occidental del municipio, situada al norte del Río Nazas, la que después de profunda depresión a la que penetra el río, se prolonga en el sur con el nombre de Sierra de Fernández, y ésta, a su vez, se deprime frente a la Sierra de San Lorenzo, para formar el Cañón de Huarichic, que aprovecha el ferrocarril de Durango en su paso a Torreón. El Nazas voltea su curso hacia el norte y camina por el flanco de la Gran Sierra de Rosario, la que tiene enfrente la Sierra de Patrón, y entre ambas sigue el Río encajonado por las laderas acantiladas que forman el grandioso Cañón de Fernández de 15 kilómetros de longitud. Este sistema de pliegues con abatimiento hasta el nivel de la llanura, se continúa hasta los límites orientales del municipio de la Sierra de Guadalupe, que se enfrenta con la cordillera coahuilense de Jimulco.

### Hidrografía
El río Nazas es el abastecedor hidráulico principal de la región, puesto que su cauce sirve para regar grandes extensiones de tierras de cultivo que hacen posible una gran producción agrícola. Existen otros recursos, como el río Aguanaval y la presa Francisco Zarco.
El río Nazas está seco la mayor parte del año. El agua del río se almacena en la presa Francisco Zarco. Solo lleva agua cuando la presa sobrepasa su capacidad ya que se hacen desahogos para evitar el desbordamiento de la presa. El lecho seco del Río Nazas, cuando el río no lleva agua, sirve para actividades deportivas como fútbol, motociclismo extremo, basquetbol y otros.

### Clima
El clima que predomina es seco, tornándose húmedo en las partes más altas. La temperatura media es de 21 °C, siendo la temporada de lluvia de junio a agosto. La precipitación anual media es de 550 milímetros.

### Principales ecosistemas
Su territorio se ubica en la región semiárida del estado. Ocupado en gran parte por cordilleras calizas que se desarrollan paralelamente como ásperos pliegues del terreno orientados del noroeste al sureste, dejan entre sí largos valles longitudinales en los que no se forman arroyos por la escasa precipitación pluvial de la comarca. Los espinazos montañosos presentan depresiones profundas normales a su eje que, al dividir la cadena en dos partes, parecen existir dos cordilleras independientes, cuando en realidad no constituyen más de un sistema orgánico. 

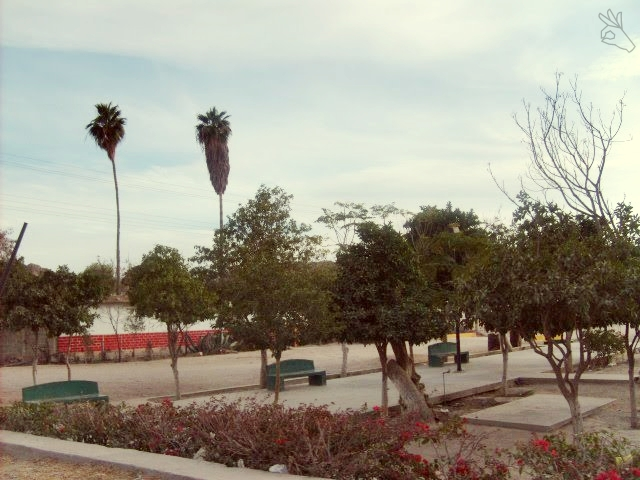
Típica plazuela de la ciudad

### Recursos naturales
Uno de los recursos más importantes con que cuenta el municipio es su tierra, cuyas características la hacen apta para la ganadería y la agricultura. 

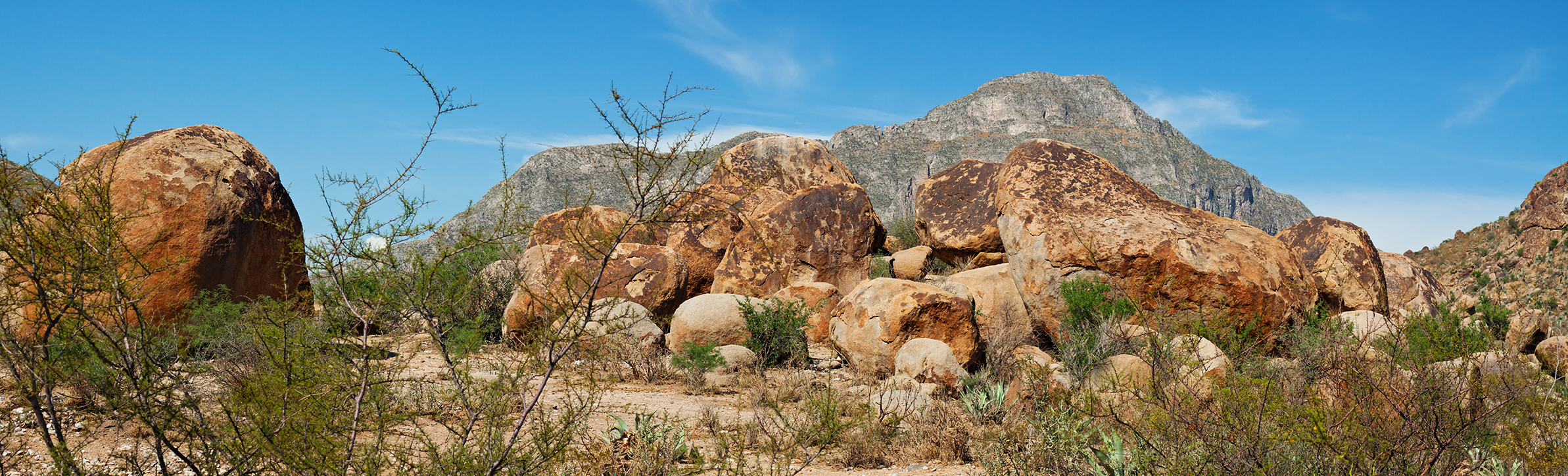
Sierra del Sarnoso.

### Características y uso del suelo
Esta región está constituida por mesetas asociadas con lomeríos y valles, laderas tendidas asociadas con lomeríos y llanuras de piso rocoso o cementado y sierras altas y bajas con valles intermontañosos. 

### Geología estructural
Los rasgos del relieve presentan una orientación preferencial del noreste hacia el sudeste, con un alargamiento y estrechez de las características de una meseta y sierras que se estructuran en secuencias intercaladas de rocas calcarías que muestran menos competencia a la deformación. Los valles que se formaron son paralelos a la sierra, formando sinclinales y anticlinales que han desarrollado lomeríos y cuestas de rocas sedimentarias (mármoles), las cuales están en contacto con franjas de rocas jurásicas y rellenos conglomeráticos que tienden a formar lomeríos y mesetas con lagunas intermedias y, en ocasiones, grandes depresiones con cañones profundos, rellenados con materiales aluviales compuestos con gravas, arenas y arcillas. 

### Geología estatigráfica
Esta geología está representada por una secuencia que va de las más antiguas a las más recientes. Durante el mesozoico las rocas más antiguas son una secuencia de hechos rojos asociados con volcanismo ácidos que se correlacionan con la formación Nazas del triásico superior. El jurásico está representado por rocas sedimentarias e intrusivas batolíticas. Las rocas sedimentarias están representadas por la formación la gloria, que infrayace a los extensos depósitos sedimentarios de la formación mezcalera y de calizas arrecifales de la formación cupido. Para el aptiano tardío, la mayor parte del área es transgredida por las aguas, originando el amplio depósito de caliza (lutita) de la formación la peña. En el albiano cenomaniano se producen las condiciones favorables de arrecifes y calizas de plataformas pertenecientes a la formación aurora. La transgresión de los mares es completa en el cenomaniano tardío y turoniano, formando los depósitos terrigenos de la formación cuesta del cura.

## Demografía
De acuerdo a los resultados del Censo de Población y Vivienda realizado en 2020 por el Instituto Nacional de Estadística y Geografía, la población total del municipio de Lerdo es de 163,313 personas.

### Localidades

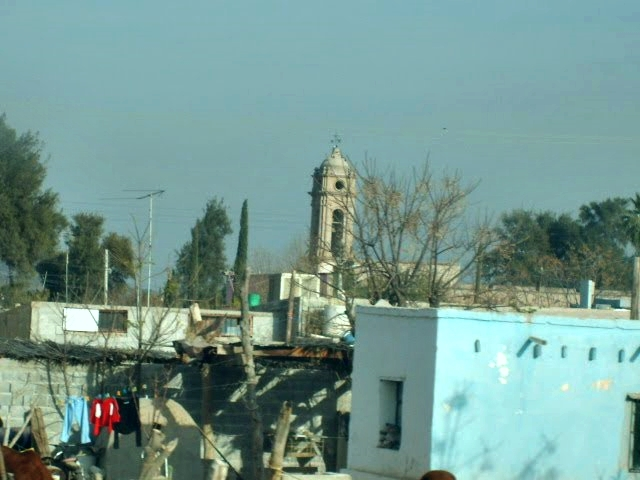
Ejido La Loma

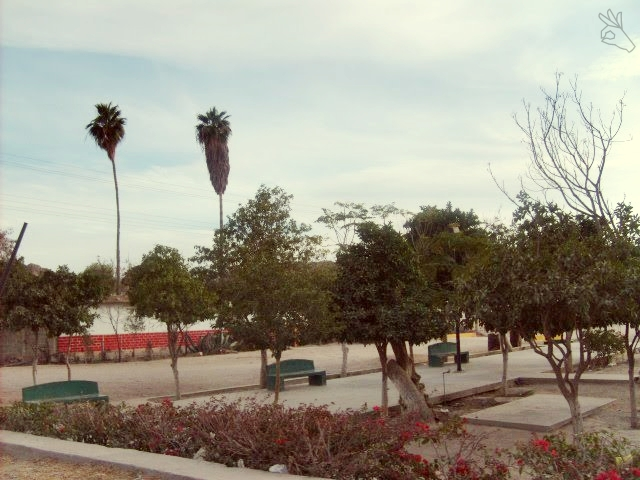
Ejido Los Ángeles

En el censo de 2020 el municipio de Lerdo contaba con 257 localidades.
| Código INEGI      | Localidad          | Población (2020) |
| ----------------- | ------------------ | ---------------- |
| 100120001         | Ciudad Lerdo       | 96 243           |
| 100120028         | Nazareno           | 8 378            |
| 100120057         | Ciudad Juárez      | 7 643            |
| 100120023         | La Loma            | 4 229            |
| 100120021         | León Guzmán        | 3 862            |
| 100120084         | Villa de Guadalupe | 3 224            |
| 100120007         | Carlos Real        | 3 046            |
| 100120018         | El Huarache        | 2 898            |
| 100120022         | Juan E. García     | 2 490            |
| 100120049         | Sapioris           | 1 992            |
| 100120137         | La Goma            | 1 755            |
| 100120003         | Los Ángeles        | 1 707            |
| 100120044         | San Jacinto        | 1 588            |
| 100120024         | La Luz             | 1 580            |
| 100120002         | Álvaro Obregón     | 1 536            |
| 100120050         | Seis de Enero      | 1 408            |
| 100120010         | Las Cuevas         | 1 387            |
| 100120055         | Veintiuno de Marzo | 1 375            |
| 100120033         | Picardías          | 1 240            |
| 100120036         | El Rayo            | 1 071            |
| Otras localidades | Otras localidades  | 14 661           |
| Total municipal   | Total municipal    | 163 313          |

## Política
El municipio de Lerdo fue creado en 1867. El gobierno del municipio está encabezado por el Ayuntamiento, que está integrado por el presidente municipal, el Síndico municipal y un cabildo formado por quince regidores, todos son electos mediante una planilla única para un periodo de tres años no renovables para el periodo inmediato, pero si de manera no continúa, las elecciones se celebran el primer domingo del mes de julio y el ayuntamiento entra a ejercer su cargo el día 1 de septiembre del año de la elección.

### Representación legislativa
Para la elección de los Diputados locales al Congreso de Durango y de los Diputados federales a la Cámara de Diputados de México, Gómez Palacio se encuentra integrado en los siguientes distritos electorales:
Local:
- XIII Distrito Electoral Local de Durango con cabecera en Ciudad Lerdo.
- XIV Distrito Electoral Local de Durango con cabecera en Mapimí.

Federal:
- III Distrito Electoral Federal de Durango con cabecera en la ciudad de Guadalupe Victoria.[9]

### Presidentes municipales
- 1939-1940:  Jesús López Luévanos
- 1940-1942:  Alberto Galarza Huereca
- 1943-1944:  Evaristo Rodríguez
- 1945-1946:  Atanacio Gallegos
- 1946-1949:  Francisco Landeros
- 1950-1952:  Rodolfo Sarabia
- 1953-1955:  Raúl Ramírez
- 1955-1956:  Santiago Lavín Cuadra
- 1956-1959:  Miguel Bretado
- 1959-1961:  Emilio M. Cárdenas
- 1961-1962:  Aurelio Gallegos
- 1962-1965:  Ángel Jáuregui
- 1965-1968:  Luis Morales
- 1968-1971:  Diego Martínez
- 1971-1974:  Leobardo Martínez
- 1974-1977:  Basilio Ramírez
- 1977-1980:  Jesús Reyes Esquivel
- 1980-1983:  Héctor Álvarez Jáuregui
- 1983-1986:  Vicente García Ramírez
- 1986-1989:  Luis Fernando González Achem
- 1989-1992:  Luis Araujo Longoria
- 1992-1994:  Francisco Morales Fernández
- 1994-1995:  Francisco Javier Holguín García
- 1995-1998:  Rosario Castro Lozano
- 1998-2001:  Gerardo Alberto Katsicas Ramos
- 2001-2004:  Luis Fernando González Achem
- 2004-2007:  Rosario Castro Lozano
- 2007-2010:  Carlos Aguilera Andrade
- 2010-2013:  Roberto Carmona Jáuregui
- 2013-2016:  Luis de Villa Barrera
- 2016-2019:  María Luisa González Achem
- 2019-2022:  Homero Martínez Cabrera
- 2022-2025:  Homero Martínez Cabrera